# 翔鵬豪一
翔鵬 豪一（しょうほう こういち、1957年1月5日 - ）は、新潟県新潟市出身で二所ノ関部屋、大鵬部屋に所属した元大相撲力士。本名は村山 修一（むらやま しゅういち）。182cm、121kg。最高位は東十両11枚目。得意技は左四つ、寄り。実妹は、弟弟子である前頭・大乃花武虎（後、年寄・尾上）と結婚した。

## 経歴
小学生の時から運動万能で、野球部では主に中堅手を務め、陸上競技やサッカーなど様々な競技やスポーツに駆り出された。その素質を見込まれて、中学在学時に二所ノ関部屋に入門。1971年9月場所に14歳で初土俵を踏む。長らく幕下上位の壁を破れずにいたが、1979年頃から幕下上位でも好成績を残せるようになり、1980年1月場所に22歳で十両昇進。その場所は4勝11敗と大きく負け越し、十両を務めたのはこの1場所だけであった。1982年9月場所限りで廃業。廃業後は新潟県新潟市で相撲料理店「翔鵬」を経営した。

## 主な成績
- 通算成績：230勝208敗18休  勝率.525
- 十両成績：4勝11敗  勝率.267
- 現役在位：67場所
- 十両在位：1場所

### 場所別成績
| | 一月場所 初場所（東京） | 三月場所 春場所（大阪） | 五月場所 夏場所（東京） | 七月場所 名古屋場所（愛知） | 九月場所 秋場所（東京）   | 十一月場所 九州場所（福岡） |
| --- | ----------------------- | ----------------------- | ----------------------- | --------------------------- | ------------------------- | --------------------------- |
| 1971年 （昭和46年） | x                       | x                       | x                       | x                           | （前相撲）                | 西序ノ口4枚目 3–1           |
| 1972年 （昭和47年） | 西序二段60枚目 2–1      | 東序二段35枚目 0–0      | 東序二段35枚目 5–2      | 東三段目68枚目 1–6          | 東序二段15枚目 5–2        | 西三段目63枚目 3–4          |
| 1973年 （昭和48年） | 東三段目74枚目 3–4      | 西序二段4枚目 5–2       | 西三段目57枚目 5–2      | 東三段目28枚目 4–3          | 東三段目16枚目 3–4        | 西三段目28枚目 4–3          |
| 1974年 （昭和49年） | 西三段目17枚目 3–4      | 西三段目26枚目 3–4      | 東三段目40枚目 3–4      | 東三段目48枚目 5–2          | 西三段目16枚目 4–3        | 東三段目4枚目 3–4           |
| 1975年 （昭和50年） | 東三段目16枚目 4–3      | 西三段目4枚目 5–2       | 東幕下42枚目 5–2        | 東幕下27枚目 2–5            | 西幕下46枚目 2–5          | 東三段目7枚目 5–2           |
| 1976年 （昭和51年） | 西幕下45枚目 4–3        | 西幕下37枚目 2–5        | 西幕下56枚目 4–3        | 西幕下45枚目 6–1            | 東幕下20枚目 2–5          | 東幕下36枚目 3–4            |
| 1977年 （昭和52年） | 西幕下46枚目 5–2        | 東幕下27枚目 5–2        | 東幕下12枚目 2–5        | 西幕下32枚目 5–2            | 東幕下19枚目 4–2–1        | 西幕下14枚目 3–4            |
| 1978年 （昭和53年） | 西幕下20枚目 1–3–3      | 東幕下45枚目 3–4        | 東幕下55枚目 6–1        | 東幕下26枚目 1–6            | 西幕下54枚目 6–1          | 西幕下26枚目 6–1            |
| 1979年 （昭和54年） | 東幕下9枚目 4–3         | 東幕下4枚目 3–4         | 東幕下10枚目 6–1        | 東幕下筆頭 3–4              | 東幕下6枚目 5–2           | 西幕下筆頭 5–2              |
| 1980年 （昭和55年） | 東十両11枚目 4–11       | 西幕下7枚目 4–3         | 西幕下4枚目 4–3         | 西幕下2枚目 3–4             | 西幕下5枚目 3–4           | 東幕下11枚目 4–3            |
| 1981年 （昭和56年） | 東幕下8枚目 4–3         | 東幕下6枚目 2–5         | 東幕下18枚目 休場 0–0–7 | 東幕下48枚目 休場 0–0–7     | 東三段目23枚目 2–5        | 西三段目42枚目 5–2          |
| 1982年 （昭和57年） | 西三段目20枚目 3–4      | 東三段目38枚目 4–3      | 東三段目25枚目 0–7      | 東三段目65枚目 2–5          | 東三段目88枚目 引退 5–2–0 | x                           |
| 各欄の数字は、「勝ち-負け-休場」を示す。 優勝 引退 休場 十両 幕下 三賞：敢=敢闘賞、殊=殊勲賞、技=技能賞 その他：★=金星 番付階級：幕内 - 十両 - 幕下 - 三段目 - 序二段 - 序ノ口 幕内序列：横綱 - 大関 - 関脇 - 小結 - 前頭（「#数字」は各位内の序列） |                         |                         |                         |                             |                           |                             |

## 改名歴
- 村山（むらやま）1971年9月場所 - 1978年9月場所
- 翔鵬 豪一（しょうほう こういち）1978年11月場所 - 1981年11月場所
- 村山（むらやま）1982年1月場所 - 1982年9月場所